# James T. Elliott
James Thomas Elliott (* 22. April 1823 in Columbus, Georgia; † 28. Juli 1875 in Camden, Arkansas) war ein US-amerikanischer Politiker. Zwischen Januar und März 1869 vertrat er den zweiten Wahlbezirk des Bundesstaates Arkansas im US-Repräsentantenhaus.

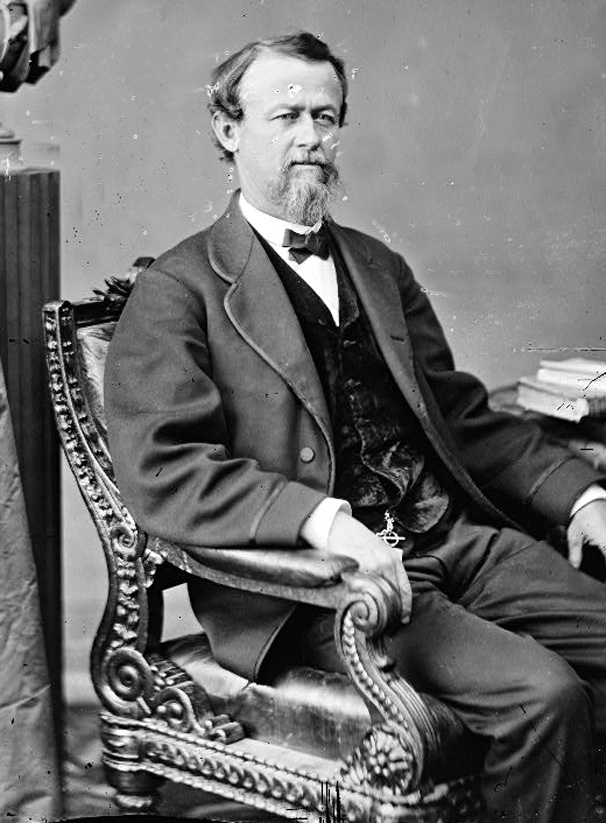
James T. Elliott

## Leben
James Elliott besuchte die öffentlichen Schulen in seiner Heimat. Nach einem anschließenden Jurastudium und seiner im Jahr 1854 erfolgten Zulassung als Rechtsanwalt begann er in Camden (Arkansas) in seinem neuen Beruf zu arbeiten. Im Jahr 1858 wurde er Präsident der Eisenbahngesellschaft Mississippi, Quachita & Red River Railroad.
Nach dem Bürgerkrieg wurde Elliott Richter im sechsten juristischen Bezirk von Arkansas. Dieses Amt übte er zwischen dem 2. Oktober 1865 und dem 15. September 1866 aus. Im Jahr 1867 gründete er die Zeitung South Arkansas Journal, die er auch selbst herausgab. Damals wurde er auch Mitglied der Republikanischen Partei. Nach der Ermordung des Kongressabgeordneten James M. Hinds durch ein Mitglied des Ku-Klux-Klan wurde Elliott bei der notwendig gewordenen Nachwahl in das US-Repräsentantenhaus gewählt. In Washington, D.C. beendete er zwischen dem 13. Januar und dem 3. März 1869 die Legislaturperiode von Hinds. Da er aber bei den regulären Wahlen des Jahres 1868 dem Demokraten Anthony Rogers unterlag, musste er sein Mandat im Kongress nach diesen beiden Monaten bereits wieder aufgeben.
Nach seiner kurzen Zeit im Kongress saß Elliott im Jahr 1870 noch im Senat von Arkansas; von 1872 bis 1874 amtierte er als Richter im neunten Gerichtsbezirk seines Heimatstaates. Er starb im Juli 1875 in Camden.